# Crossidium laevipilum
Crossidium laevipilum là một loài rêu trong họ Pottiaceae. Loài này được Thér. & Trab. mô tả khoa học đầu tiên năm 1931.